# Малый Скнит
Малый Скнит (укр. Малий Скнит) — село в Шепетовском районе Хмельницкой области Украины.
Население - 397 человек. Население по переписи 2001 года составляло 447 человек. Занимает площадь 1,05 км². 
Почтовый индекс — 30020. Телефонный код — 3842. Код КОАТУУ — 6823984901.

## Местный совет
30020, Хмельницкая обл., Славутский р-н, с. Малый Скнит